# Санта-Круш-да-Трапа
Санта-Круш-да-Трапа (порт. Santa Cruz da Trapa) — район (фрегезия) в Португалии, входит в округ Визеу. Является составной частью муниципалитета Сан-Педру-ду-Сул. Находится в составе крупной городской агломерации Большое Визеу. По старому административному делению входил в провинцию Бейра-Алта. Входит в экономико-статистический субрегион Дан-Лафойнш, который входит в Центральный регион. Население составляет 1389 человек на 2001 год. Занимает площадь 21,29 км².